# あこがれ (玉置浩二のアルバム)
『あこがれ』は、日本のシンガーソングライターである玉置浩二の2枚目のオリジナル・アルバムである。
1993年3月24日にキティレコードからリリースされた。前作『All I Do』（1987年）より約6年振りとなるソロ・アルバムであり、また安全地帯の作品を含めると『安全地帯VIII〜太陽』（1991年）より約1年3ヶ月振りとなるオリジナル・アルバムである。作詞は1曲を除き全曲須藤晃が担当、作曲は玉置、プロデューサーは金子章平が担当している。
レコーディングは日本国内にて行われ、ニュージーランド出身のプロデューサーであるポール・エリスの他、キーボディストの奥慶一や清水一登、安全地帯時代から参加していたBAnaNAこと川島裕二が参加している。音楽性としては玉置が長年録り溜めていたバラード集となっており、アコースティックな音使いをメインとした精神世界を表現した内容となっている。
本作からは先行シングルとして映画『ナースコール』（1993年）の主題歌として使用された「コール」がシングルカットされた。本作はオリコンアルバムチャートにおいて最高位第4位となった。また本作を最後に安全地帯としてのデビュー以来在籍したキティレコードからソニー・ミュージックレコーズへと移籍したため、キティレコード在籍時における最後のアルバムとなった。

## 背景
安全地帯の8枚目となるオリジナルアルバム『安全地帯VIII〜太陽』（1991年）をリリースした後、同バンドは1992年にデビュー10周年を記念したライブツアー「10th Anniversary Acoustic Special Night」4月16日の川崎クラブチッタから12月26日の神奈川県立県民ホールまで敢行。最終日となった神奈川県立県民ホールでの公演は「安全地帯のベスト・ライヴだった」と玉置が証言するほどの満足度となり、当日の模様を収録したライブビデオ『安全地帯アンプラグド・ライヴ!』が1993年8月25日にリリースされる事となった。またこのライブツアーの最中の12月2日に安全地帯としてシングル「あの頃へ」をリリース、同曲は月桂冠「花鳥風月」のコマーシャルソングとして使用された。
また1992年に玉置は単発テレビドラマに多く出演するなど俳優業も精力的に行っており、6月11日放送のフジテレビ系テレビドラマ『世にも奇妙な物語 第3シリーズ』（1992年）の一話「ハイ・ヌーン」に出演した他、6月26日放送のフジテレビ系テレビドラマ枠である『金曜ドラマシアター』にて『実録犯罪史シリーズ 最期のドライブ 富山長野女子高生・OL連続誘拐殺人事件』に出演、12月11日放送の『金曜ドラマシアター』にて水島総が脚本を担当したテレビドラマ『フィリッピーナを愛した男たち』に出演、12月28日放送の関西テレビ開局35周年記念番組として制作され、久世光彦が脚本を担当し、『キツイ奴ら』（1989年）以来の小林薫との共演となったテレビドラマ『みんな夢の中～ある偽ハマクラ伝』に出演した。1993年に入り、2月10日には安全地帯としてシングル「ひとりぼっちのエール」をリリース、同曲は日本テレビ系テレビドラマ『お茶の間』の主題歌として使用された。同曲のリリース後に安全地帯は活動休止となったため、「出逢い」（2002年）のリリースまでは安全地帯として最後のシングルとなっていた。

## 録音、音楽性と歌詞
本作の制作は安全地帯の活動休止前より開始されており、玉置が長年録り溜めていたバラードソングを中心に収録されている。同時期に玉置は自らによる作詞に意欲を示していたが、安全地帯としてのデビューからこれまでに作詞の経験は皆無であり、活動の合間を縫って本作の制作を続けていたが作詞が出来ない事から完成が遅れている事態となっていた。玉置はソロで制作する曲において安全地帯の曲とは異なり精神性を重視した言葉を求めていたが、唯一玉置自身の手で完成させた曲は「大切な時間」の1曲のみであった。そのため本作では作詞担当という形で音楽プロデューサーの須藤晃が参加する事となった。須藤は浜田省吾、村下孝蔵、尾崎豊などのシンガーソングライターの作品を数多く手がけていたプロデューサーである。須藤が参加する事になった経緯は、プロデューサーの金子章平とスーパーバイザーの星勝の二人が本作の完成が遅れている事を危惧し、玉置が求める歌詞の方向性を理解した上で須藤を星の事務所に招き、金子がデモテープを渡した事から始まった。
これまで安全地帯や玉置のソロ作品の作詞のほぼ全てを手掛けていた作詞家の松井五郎は、特定のアーティストと長く共作していく時に同じテンションで同じ作法を続ける事は不可能であると述べた他、当時の松井と玉置は旧知の仲であるからこそコミュニケーションが上手く取れない状態に陥っていたため距離を置いていた事を述べている。また松井はかつて玉置のファースト・アルバム『All I Do』（1987年）制作時に「自分が詞を書かないほうがいいんじゃないか」と提案していた事もあり、玉置が須藤と出会った事で刺激を受けたであろう事、さらには松井以外の作詞家の詞を歌う事で後の自身での作詞に繋がった事を指摘している。完成した歌詞に関して玉置は「須藤さんの詞は抜群でしたね」と絶賛し、本作収録曲の内1曲がインストゥルメンタル、1曲が玉置による作詞となり、残りの8曲全てが須藤による作詞となった。須藤はこの時期の玉置がバンドを辞めてソロに移行したがっているように感じた事を述べ、後にリリースされた安全地帯としての活動休止前の最後のシングル「ひとりぼっちのエール」に関しても「積極的ではなかった気がした」と述べている。また須藤はこれまで玉置がポピュラーな売れ線の曲を手掛けてきた事に対し、本作以降では人生観を綴った作風に変わった事に関して肯定的に捉えており、また須藤自身が玉置を精神的な世界に牽引したという自覚があると述べている。またこれらの出来事が切っ掛けとなり、次作『カリント工場の煙突の上に』（1993年）が制作される事になったとも述べている。

## リリース、プロモーション、批評、チャート成績
| 専門評論家によるレビュー | 専門評論家によるレビュー |
| レビュー・スコア         | レビュー・スコア         |
| 出典                     | 評価                     |
| ------------------------ | ------------------------ |
| CDジャーナル             | 肯定的                   |
| TOWER RECORDS ONLINE     | 肯定的                   |

本作は1993年3月24日にキティレコードからCDおよびカセットテープの2形態にてリリースされた。本作からは同年1月30日に先行シングルとして東宝映画『ナースコール』の主題歌として使用された「コール」がシングルカットされた他、同シングルのカップリング曲および本作収録曲である「大切な時間」が パナソニック「ビデオカメラ ブレンビー」のコマーシャルソングとして使用された。本作に関するテレビ番組出演として、同年1月29日放送のテレビ朝日系音楽番組『ミュージックステーション』（1986年 - ）に出演し「コール」を披露した。
本作の音楽性に関しては肯定的な意見が挙げられており、音楽情報サイト『CDジャーナル』では、本作を「しみじみ感じさせてくれたバラード集」と位置付けており、「誰にも知られずにひっそり胸に抱いていたい大切なもの」を音楽にした作品であると指摘し、「こういう気持ちって、忘れたくない」と思わせる事や「たとえようもなく暖かい気持ちになれる」などと絶賛した。音楽情報サイト『TOWER RECORDS ONLINE』では、また本作が安全地帯としての活動を休止した直後にリリースされた事を指摘した上で、「玉置浩二ならではの美しいバラードを数多く収めた、名盤の誉れ高き作品」と絶賛した。
本作はオリコンアルバムチャートにおいて最高位第4位の登場回数は8回で、売り上げ枚数は14.8万枚となった。本作の売り上げ枚数は1988年以降の玉置浩二のアルバム売上ランキングにおいて第2位となった。2023年および2024年に実施されたねとらぼ調査隊による玉置のアルバム人気ランキングにおいてともに第5位となった。本作は1997年4月25日にCDのみ再リリースされた他、2016年11月23日にはSHM-CD仕様にて、2018年8月15日には紙ジャケットのSHM-CD仕様にて再リリースされた。

## 収録曲
- CDブックレットに記載されたクレジットを参照[32]。ストリングス・アレンジは星勝が担当、また1曲目はインストゥルメンタルになっている。

| #         | タイトル         | 作詞      | 作曲      | 編曲           | 時間  |
| --------- | ---------------- | --------- | --------- | -------------- | ----- |
| 1.        | 「あこがれ」     |           | 玉置浩二  | 玉置浩二       | 1:09  |
| 2.        | 「ロマン」       | 須藤晃    | 玉置浩二  | 玉置浩二       | 3:43  |
| 3.        | 「砂の街」       | 須藤晃    | 玉置浩二  | 玉置浩二       | 4:24  |
| 4.        | 「終わらない夏」 | 須藤晃    | 玉置浩二  | ポール・エリス | 5:02  |
| 5.        | 「アリア」       | 須藤晃    | 玉置浩二  | 玉置浩二       | 3:14  |
| 6.        | 「コール」       | 須藤晃    | 玉置浩二  | 玉置浩二       | 5:39  |
| 合計時間: | 合計時間:        | 合計時間: | 合計時間: | 合計時間:      | 23:11 |

| #         | タイトル         | 作詞      | 作曲      | 編曲           | 時間  |
| --------- | ---------------- | --------- | --------- | -------------- | ----- |
| 7.        | 「遠泳」         | 須藤晃    | 玉置浩二  | ポール・エリス | 5:00  |
| 8.        | 「瞳の中の虹」   | 須藤晃    | 玉置浩二  | 玉置浩二       | 4:29  |
| 9.        | 「僕は泣いてる」 | 須藤晃    | 玉置浩二  | 玉置浩二       | 3:28  |
| 10.       | 「大切な時間」   | 玉置浩二  | 玉置浩二  | 玉置浩二       | 4:19  |
| 合計時間: | 合計時間:        | 合計時間: | 合計時間: | 合計時間:      | 17:16 |

## スタッフ・クレジット
- 参加ミュージシャンはCDブックレットに記載されたクレジットを参照[33]、スタッフ名はCDインナーカバーに記載されたクレジットを参照[34]。

### 参加ミュージシャン
| 1. 「あこがれ」 - 奥慶一 – アコースティックピアノ - 入江文沙子 – ハープ - 金子飛鳥グループ – ストリングス 2. 「ロマン」 - 清水一登 – アコースティックピアノ - 金子飛鳥グループ – ストリングス 3. 「砂の街」 - 奥慶一 – アコースティックピアノ - 川島裕二 – シンセベース - 佐野聡 – トロンボーン - 金子飛鳥グループ – ストリングス - 玉置浩二 – パーカッション 4. 「終わらない夏」 - ポール・エリス – シンセサイザー 5. 「アリア」 - 清水一登 – アコースティックピアノ、エレクトリックピアノ - 金子飛鳥グループ – ストリングス | 1. 「コール」 - ポール・エリス – シンセサイザー - 金子飛鳥グループ – ストリングス - 玉置浩二 – ガットギター 2. 「遠泳」 - ポール・エリス – シンセサイザー - 玉置浩二 – ガットギター 3. 「瞳の中の虹」 - 清水一登 – エレクトリックピアノ - 川島裕二 – シンセサイザー - 玉置浩二 – ガットギター 4. 「僕は泣いてる」 - 清水一登 – アコースティックピアノ、エレクトリックピアノ - 金子飛鳥グループ – ストリングス 5. 「大切な時間」 - 金子飛鳥グループ – ストリングス - 玉置浩二 – ガットギター |

### 録音スタッフ
- 金子章平 – プロデューサー
- 大平太一 – A&R
- 諸鍜治辰也 (MIG) – レコーディング・エンジニア、リミックス・エンジニア（1, 6, 10曲目）
- 大川正義（メディア・レモラス） – レコーディング・エンジニア、リミックス・エンジニア（2, 5, 7, 8, 9曲目）
- 矢野真一（サンセットミュージック） – レコーディング・エンジニア、リミックス・エンジニア（3曲目）
- 井川彰夫 (reM) – レコーディング・エンジニア
- 清水高志 (MIX) – レコーディング・エンジニア
- 岡田勉 – リミックス・エンジニア（4曲目）
- 加藤正昭（サンライズミュージック） – マスタリング・エンジニア
- 高須範子（サンライズミュージック） – マスタリング・エンジニア

### 美術スタッフ
- 西本和民 – アート・ディレクション
- 紺野祐二 – デザイン
- 今村敏彦 – 写真撮影
- 栗山茂 – ヘアー&メイク・アップ
- 藤江みどり – スタイリング
- 三宝一子 – アートワーク・コーディネーション

### 制作スタッフ
- 星勝 – スーパーバイザー
- 多賀英典 – エグゼクティブ・プロデューサー

## チャート
| チャート         | 最高順位 | 登場週数 | 売上数   | 出典         |
| ---------------- | -------- | -------- | -------- | ------------ |
| 日本（オリコン） | 4位      | 8回      | 14.8万枚 | [ 26 ] [ 2 ] |

## リリース日一覧
| No. | リリース日     | レーベル                 | 規格         | カタログ番号 | 備考                   | 出典          |
| --- | -------------- | ------------------------ | ------------ | ------------ | ---------------------- | ------------- |
| 1   | 1993年3月24日  | キティレコード           | CD           | KTCR-1200    |                        | [ 26 ]        |
| 2   | 1993年3月24日  | キティレコード           | CT           | KTTR-1200    |                        | [ 26 ] [ 2 ]  |
| 3   | 1997年4月25日  | キティエンタープライズ   | CD           | KTCR-1426    |                        | [ 35 ] [ 36 ] |
| 4   | 2016年11月23日 | ユニバーサルミュージック | SHM-CD       | UPCY-7185    |                        | [ 37 ] [ 38 ] |
| 5   | 2018年8月15日  | ユニバーサルミュージック | SHM-CD       | UPCY-9821    | 紙ジャケット仕様       | [ 39 ] [ 40 ] |
| 6   | 2018年8月15日  | ユニバーサルミュージック | AAC-LC       | -            | デジタル・ダウンロード | [ 41 ]        |
| 7   | 2018年8月15日  | ユニバーサルミュージック | ロスレスFLAC | -            | デジタル・ダウンロード | [ 42 ]        |